# Iłówiec Wielki
Iłówiec Wielki (prononciation : [iˈwuvjɛt͡s ˈvjɛlki]) est un village polonais de la gmina de Brodnica dans le powiat de Śrem de la voïvodie de Grande-Pologne dans le centre-ouest de la Pologne.
Il se situe à environ 8 kilomètres à l'ouest de Brodnica (siège de la gmina), à 17 kilomètres au nord-ouest de Śrem (siège du powiat) et à 29 kilomètres au sud de Poznań (capitale régionale).

## Histoire
De 1975 à 1998, le village faisait partie du territoire de la voïvodie de Poznań.

Depuis 1999, Iłówiec Wielki est situé dans la voïvodie de Grande-Pologne.
Le village possède une population de 80 habitants en 2006.